# غوشنة كارولينية
غوشنة كارولينية (الاسم العلمي: Morchella caroliniana) هي نوع من الفطريات يتبع جنس الغوشنة من الفصيلة الغوشنية.